# Leon Jessel

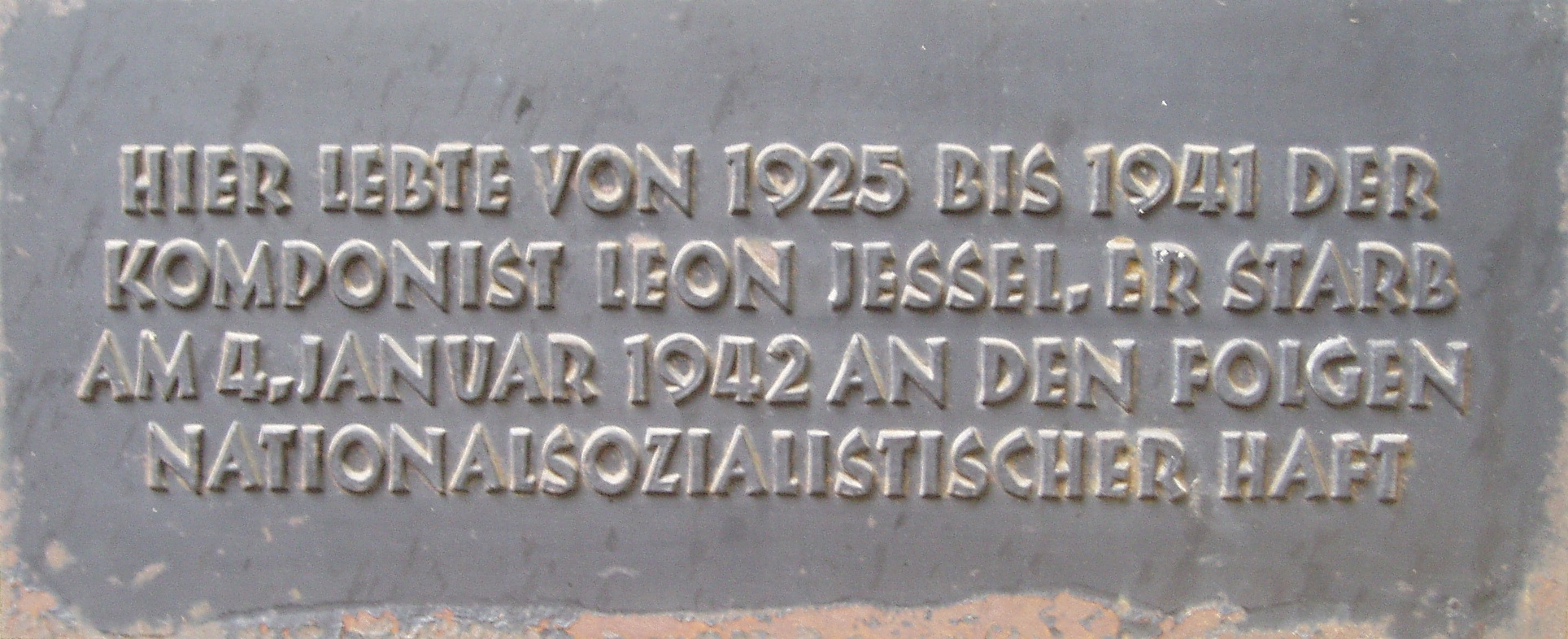
Lapide commemorativa alla casa di Düsseldorfer Straße 47 a Berlino: «Qui visse dal 1925 al 1941 il compositore Leon Jessel. Morì di carcere nazionalsocialista il 4 gennaio 1942»

Leon Jessel (a volte Léon Jessel; Stettino, 22 gennaio 1871 – Berlino, 4 gennaio 1942) è stato un compositore tedesco, autore soprattutto di operette. È noto specialmente per la composizione di successo Parade of the Wooden Soldiers (Parade der Zinnsoldaten). D'origine ebraica, fu vittima della Gestapo.

## Biografia
Figlio di un commerciante emigrato dalla Polonia agli Stati Uniti e tornato poi in Europa con la moglie Mary, Leon fu attivo dal 1891 come maestro di cappella, prima a Gelsenkirchen e Mülheim an der Ruhr, poi anche a Freiberg, Kiel, Stettino e Chemnitz. Nel 1896 sposò Clara Luise Grunewald. Dal 1899 al 1905 lavorò, ancora come maestro di cappella, al Wilhelm-Theater di Lubecca e qui in seguito fu direttore della società corale del sindacato cittadino.  Nel 1909 gli nacque la figlia Eva Maria e nel 1911 la famiglia si trasferì a Berlino. Divorziato nel 1919, sposò in seconde nozze Anna Gerholdt nel 1921.
Nel periodo berlinese Jessel si dedicò maggiormente alla composizione di operette e Singspiel, che debuttarono soprattutto a Berlino, ma in seguito anche a Monaco, Amburgo e Königsberg. Fu con l'operetta Das Schwarzwaldmädel, su libretto di August Neidhart, rappresentata nel 1917 alla Komische Oper Berlin che ottenne il maggior successo, tale da valergli nel corso di un decennio circa seimila repliche, tra le quali quella del 1922 al Teatro Coliseo di Buenos Aires. Un nuovo grande successo arrivò nel 1921 con l'operetta Die Postmeisterin.
L'opera più popolare di Jessel è però la marcia Parade der Zinnsoldaten, composta nel 1905 e impiegata nel 1933 nei titoli di testa del film d'animazione Paramount The Parade of the Wooden Soldiers della serie di Betty Boop.
Jessel fu anche fondatore di una società precorritrice della GEMA.
Per via delle sue idee nazionaliste pare essersi inizialmente ben disposto verso il nazionalsocialismo, tanto da chiedere l'ammissione al Kampfbund für deutsche Kultur fondato nel 1928 da Rosenberg. Fu però rifiutato e poco dopo, nonostante la conversione al cristianesimo e l'abbandono della comunità ebraica d'origine, subì il divieto di rappresentazione delle sue opere.
Il 15 dicembre 1941 fu convocato al centro direttivo della Gestapo a Berlino e arrestato. Causa dell'arresto fu la scoperta in una perquisizione domestica di una lettera del 1939, spedita a Vienna al librettista Wilhelm Sterk, nella quale Jessel aveva scritto: «Non posso lavorare in un tempo in cui la persecuzione degli ebrei minaccia il mio popolo d'annientamento, senza sapere quando questo macabro destino busserà anche alla mia porta». Morì all'ospedale ebraico di Berlino, in conseguenza dei gravi maltrattamenti subiti in un sotterraneo del presidio di polizia di Alexanderplatz, il 4 gennaio 1942.

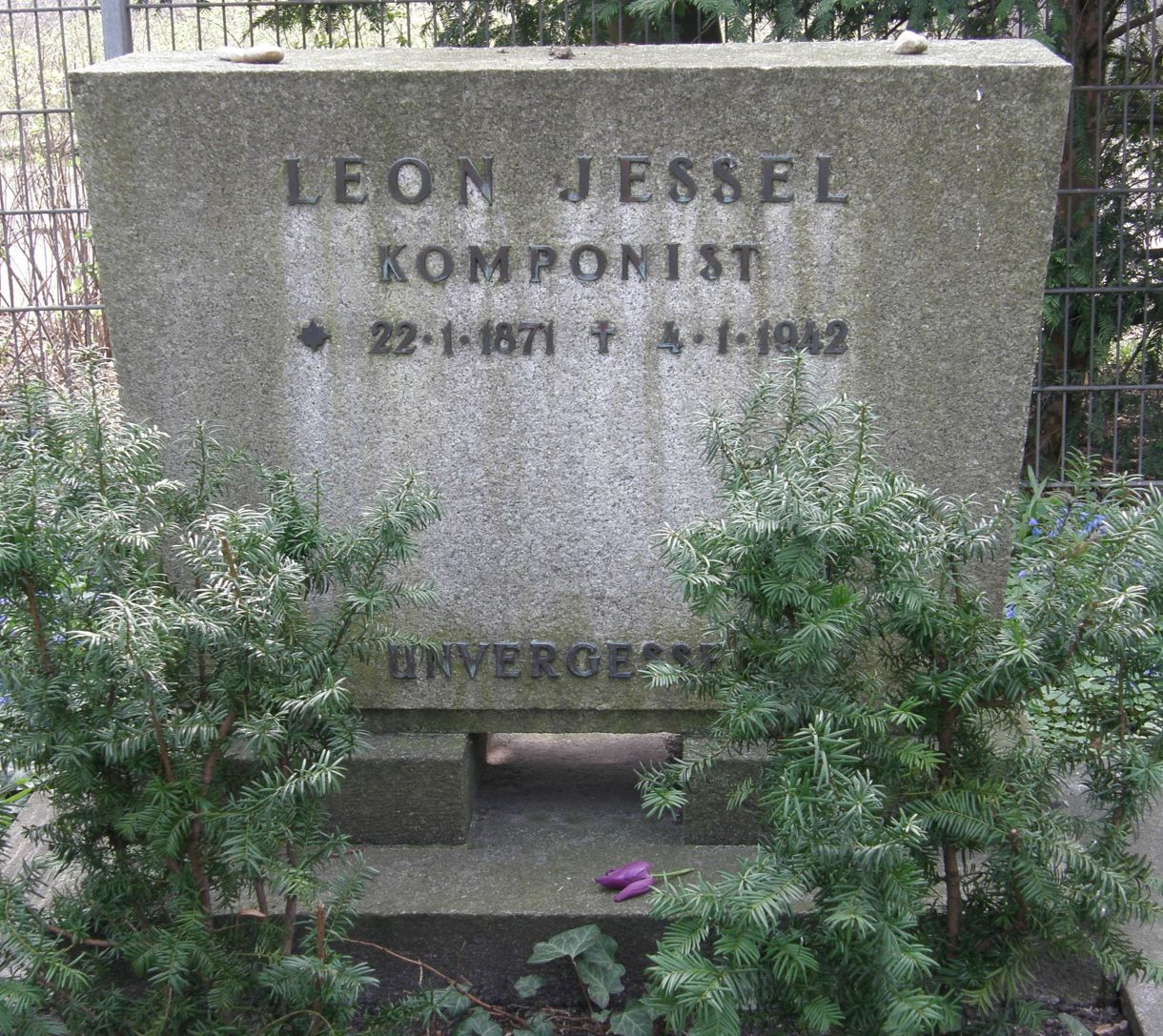
Tomba di Leon Jessel a Wilmersdorf

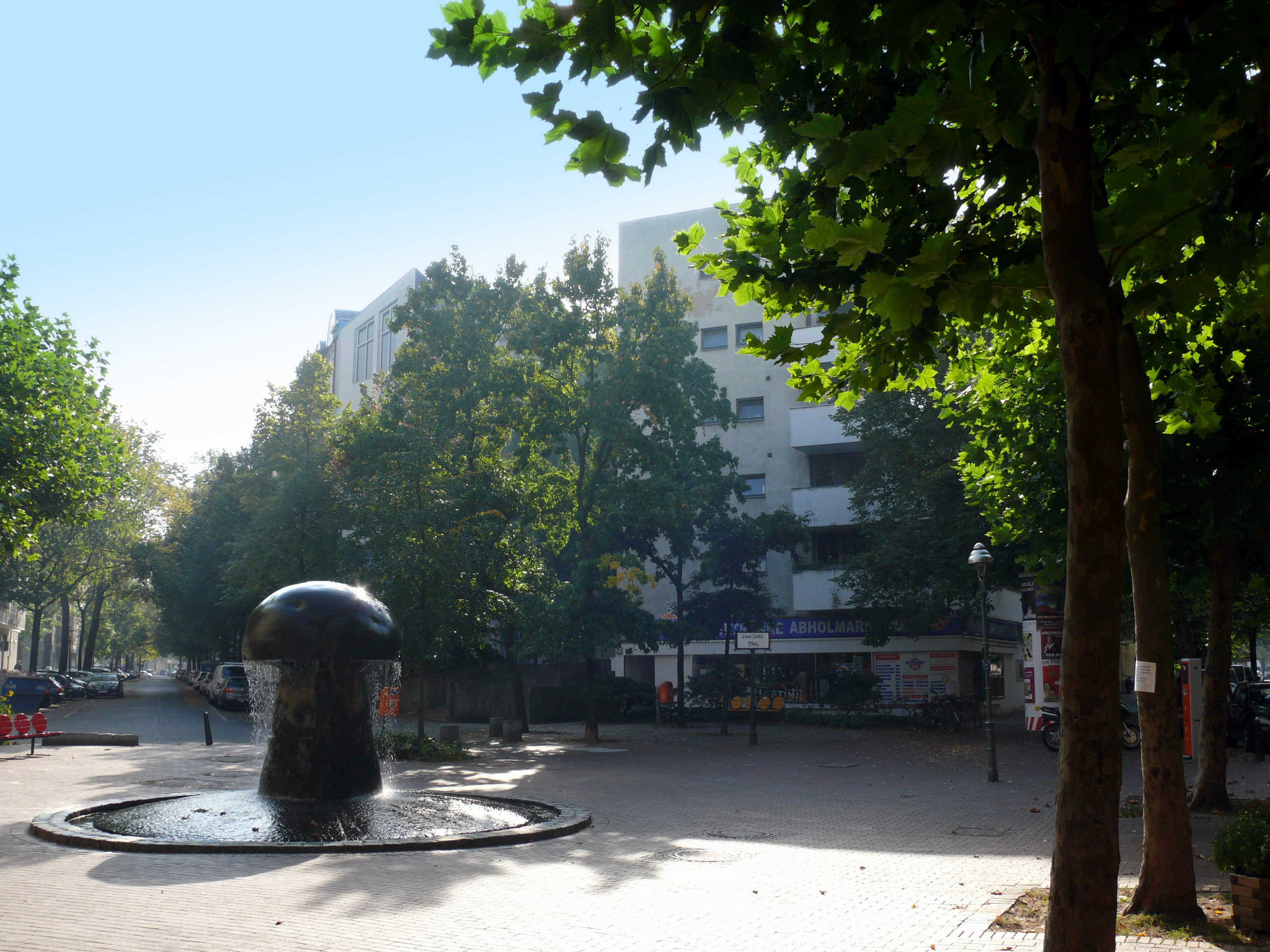
Leon-Jessel-Platz a Wilmersdorf

Jessel fu sepolto in un primo momento al Südwestkirchhof Stahnsdorf, poi nel 1955 le sue spoglie furono traslate al cimitero di Wilmersdorf. Il municipio di Wilmersdorf a Berlino gli ha intitolato una piazza, e il nome Jesselkiez (Borgata Jessel) è divenuto d'uso comune anche per le vie circostanti.

## Opere
- Die beiden Husaren – operetta su libretto di Wilhelm Jacoby e Rudolf Schanzer (prima: 6 febbraio 1913 al Theater des Westens di Berlino)
- Wer zuletzt lacht – commedia musicale su testo di Arthur Lippschitz e A. Bernstein-Sawersky (prima: 31 dicembre 1913 in al Komische Oper di Berlino)
- Das Schwarzwaldmädel – operetta su libretto di August Neidhart (prima: 25 agosto 1917 al Komische Oper di Berlino)
- Ein modernes Mädel – operetta su libretto attribuito a Fritz Grünbaum e Wilhelm Sterk (prima: 28 giugno 1918 al Volkstheater di Monaco)
- Schwalbenhochzeit – operetta su libretto di Alexander Pordes-Milo (prima: 28 gennaio 1921 al Theater des Westens di Berlino)
- Die Postmeisterin – operetta su libretto di August Neidhart (prima: 3 febbraio 1921 al Central-Theater di Berlino)
- Des Königs Nachbarin – Singspiel su libretto di Fritz Grünbaum e Wilhelm Sterk (prima: 15 aprile 1923 al Wallner-Theater di Berlino)
- Die goldene Mühle – Singspiel su libretto di Wilhelm Sterk, in parte da Carl Costa (prima: 1936 a Olten in Svizzera, in seguito all'interdizione delle opere di Jessel)
- Treffpunkt Tegernsee – operetta su libretto di Aksel Lund e Erik Radolf (prima: 12 aprile 2009 al Kammeroper di Neuburg an der Donau)